# 中嶋和也
中嶋 和也（なかじま かずや、1996年7月7日 - ）は、日本の俳優、元子役。放映新社に所属していた。

## 出演

### テレビドラマ
- セサミストリート（2005年[2]、テレビ東京） - スグル 役
- 菊次郎とさき（テレビ朝日）
- 銭ゲバ（2009年、日本テレビ）
- 鈴木先生（2011年、テレビ東京） - 長谷部哲 役
- イロドリヒムラ 第9話（2012年、TBS）[2]
- 35歳の高校生（2013年、日本テレビ） - 柏木進一 役
- 家族狩り 第1話・第5話（2014年、TBS）[2]
- 地獄先生ぬ〜べ〜 第3話（2014年、日本テレビ）[2]
- 探偵が早すぎる 第1話（2018年、読売テレビ）[2]
- マジムリ学園（2018年、日本テレビ）[2]
- 新しい王様 第1話（2019年、TBS）[2]

### ネット配信ドラマ
- 土俵際のアリア（2009年、LISMO） - 上級生 役
- あともう一歩 〜無限ループ∞受験生〜（2010年、NTTドコモ「ガンバレ受験生 '10-'11」キャンペーンサイト） - 清水翔太 役

### 映画
- 口裂け女（2007年） - 小学生 役
- 監督・ばんざい!「コールタールの力道山」（2007年） - 子供 役
- クローズド・ノート（2007年） - 山田一平 役
- チェスト!（2008年） - 成松雄太 役
- 旭山動物園物語 ペンギンが空をとぶ（2009年） - ガキ大将 役
- エリートヤンキー三郎（2009年） - 大河内一郎（演：小沢仁志）の幼少期 役
- 必死剣 鳥刺し（2010年） - 小姓 役
- スープ〜生まれ変わりの物語〜（2012年） - 片山悦夫 役
- 桐島、部活やめるってよ（2012年） - 映画部員堀部 役

### アニメーション映画
- マイマイ新子と千年の魔法（2009年） - シゲル 役

### CM
- SELPHY（キヤノン）
- ニンテンドーDS用ソフト イナズマイレブン（レベルファイブ）
- スニッカーズ「ロッケンロール」篇（マース ジャパン）